# FV432 Trojan

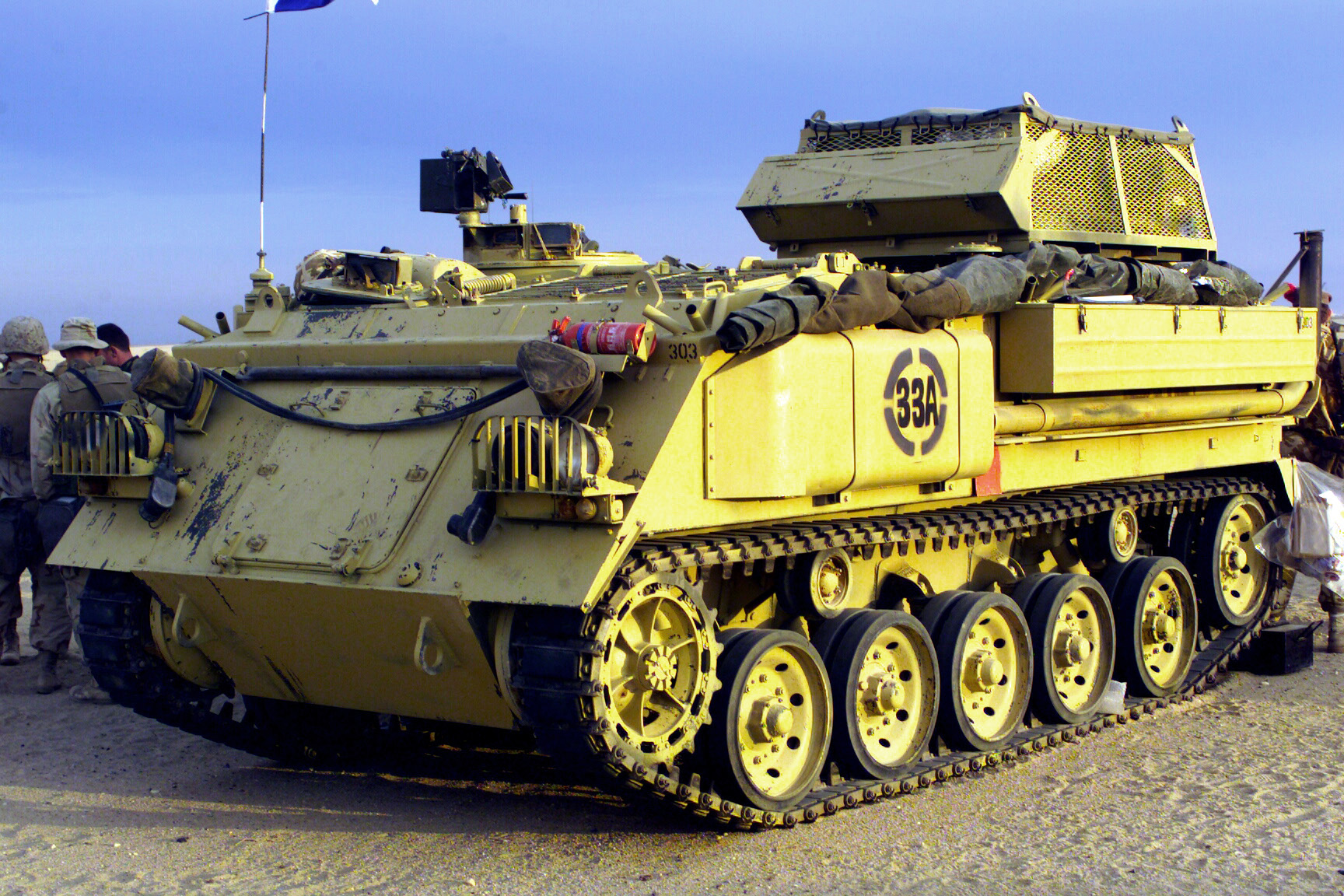
Zmodyfikowany FV432 znajdujący się na wyposażeniu oddziałów brytyjskich stacjonujących w Iraku (2003 r.)

FV432 Trojan – brytyjski transporter opancerzony należący do serii wozów bojowych FV430.
W latach 50. w Wielkiej Brytanii opracowano serię pojazdów pancernych oznaczonych jako FV420. Nie trafiły one do produkcji seryjnej, ale wyniki prób tych pojazdów zostały wykorzystane podczas prac nad kolejną serią pojazdów, oznaczonych zbiorczo jako FV430. Należał do niej m.in. transporter opancerzony FV432 (początkowo oznaczany jako FV432 Trojan, później zrezygnowano z tej nazwy). Pierwsze pojazdy FV432 trafiły do jednostek British Army w 1961 roku. Do 1973 roku wyprodukowano około 3000 pojazdów tego typu. Zastąpiły one kołowe transportery opancerzone Alvis Saracen i do końca lat 80. stanowiły podstawowe wyposażenie brytyjskiej piechoty zmechanizowanej. Po 1988 roku stopniowo zastępował je bojowy wóz piechoty MCV-80 Warrior, ale wozy specjalistyczne wykorzystujące podwozie FV432 używane są nadal.

## Opis
FV432 jest transporterem opancerzonym przeznaczonym do transportu drużyny piechoty. Zapewnia jej zabezpieczenie przed pociskami broni ręcznej oraz wsparcie, gdy przystępuje ona do działania poza pojazdem. FV432 może pływać po uprzednim przygotowaniu polegającym na podniesieniu składanych ekranów, falochronu oraz montażu króćca odprowadzającego spaliny nad ekrany, ale w jednostkach z większości wozów zdemontowano wyposażenie do pływania. Podczas pływania wóz napędzany jest poprzez przewijanie gąsienic.
Załoga FV432 składa się z kierowcy, dowódcy i dziesięciu żołnierzy desantu. Kierowca i dowódca zajmują miejsce w przedziale kierowania (jeden za drugim), żołnierze desantu w tylnej części pojazdu. Kadłub FV432 stanowi sztywna skrzynia zespawana ze stalowych blach. W przedniej części kadłuba znajdują się przedziały kierowania i napędowy z silnikiem K60 No4 Mk4F, a w tylnej – przedział desantu.
W przedziale napędowym umieszczony jest silnik i układ przeniesienia mocy. Napęd FV432 stanowi 6-cylindrowy, dwusuwowy, wielopaliwowy silnik K60 No4 Mk4F. Moc przy 3750 obr./min wynosi 175 kW. Moc z silnika na koła napędowe jest przenoszona przy pomocy skrzyni przekładniowej Allison Division TX-200-4A produkowanej przez Rolls-Royce'a na licencji firmy General Motors. Skrzynia biegów siedmiobiegowa (sześć biegów do przodu i bieg wsteczny).
FV432 posiada zawieszenie niezależne na wałkach skrętnych. Każde z 10 kół jezdnych jest połączone za pomocą wahacza z wałkiem skrętnym. Napęd z silnika jest przekazywany na znajdujące się w przedniej części pojazdu koła napędowe. Z tyłu pojazdu znajdują się koła napinające. Koła napinające i napędowe mają identyczna konstrukcję. Górna gałąź każdej gąsienicy jest podtrzymywana przez dwie rolki. Gąsienice stalowe, z przegubami stalowo-gumowymi i nakładkami gumowymi. Gąsienice mają szerokość 34,3 cm,
W przedziale kierowania stanowiska mają kierowca i dowódca. Kierowca obserwuje teren przed wozem za pomocą peryskopu AFV No 33 Mk1 zamocowanego w pokrywie otwieranego na lewą stronę włazu. W nocy peryskop może być zastąpiony noktowizorem MELL 5A1. Dowódca dysponuje  trzema peryskopami AVF No32 Mk1 zamocowanymi w pokrywie jego wieżyczki. Na wieżyczce dowódcy znajduje się stanowiący jedynie uzbrojenie pojazdu karabin maszynowy. Transportery opancerzone są uzbrojone w ukm L7 GPMG, wozy dowodzenia w rkm L4 LMG. Część transporterów wyposażono w obracane elektrycznie wieżyczki umieszczone nad przedziałem desantowym. Pojazdy tej wersji są wyposażone w ukm L7 GPMG. Powstałą także krótka seria pojazdów wyposażonych w wieże przejęta z pojazdu rozpoznawczego FV721 Fox.
W przedziale tylnym miejsca zajmują miejsce żołnierze desantu. Opuszczają oni pojazd przez duże drzwi z tyłu pojazdu lub przez właz w górnej płycie kadłuba. Po złożeniu ławek desantu w pojeździe można przewieźć do 3670 kg ładunku.

## W muzeach
Pojazdy FV432 Trojan są eksponowane m.in. w następujących muzeach:
- The Tank Museum w Bovington (Anglia)[1]
- Muzeum Militariów Atena w Skwierzynie[2]
- Norfolk Tank Museum w Forncett St Peter (Anglia)[3]